# Primary van New Hampshire 2008
De primary van New Hampshire is een voorverkiezing die in 2008 op 8 januari werd gehouden. De voorverkiezingen werden gewonnen door John McCain en Hillary Clinton.

## Democraten
Nadat alle peilingen een achterstand van minstens 10% voor haar voorspelden, won Hillary Clinton (39%) bij de verkiezingen voor de Democraten van favoriet Barack Obama (36%); John Edwards kreeg 17%, Bill Richardson 5% en Dennis Kucinich 1%. Op 10 januari trok Richardson zich terug.
| Legenda: | Teruggetrokken voor de primary |

| New Hampshire Democratische primary 2008 | New Hampshire Democratische primary 2008 | New Hampshire Democratische primary 2008 | New Hampshire Democratische primary 2008 | New Hampshire Democratische primary 2008 |
| Kandidaat                                | Resultaten                               | Resultaten                               | Resultaten                               | Nationale afgevaardigden                 |
| Kandidaat                                | Stemmen                                  | Percentage                               | Nationale gedelegeerden                  | Nationale afgevaardigden                 |
| ---------------------------------------- | ---------------------------------------- | ---------------------------------------- | ---------------------------------------- | ---------------------------------------- |
| Hillary Clinton                          | 112.404                                  | 39,09%                                   | 9                                        | 9                                        |
| Barack Obama                             | 104.815                                  | 36,45%                                   | 9                                        | 13                                       |
| John Edwards                             | 48.699                                   | 16,94%                                   | 4                                        | 0                                        |
| Bill Richardson                          | 13.239                                   | 4,6%                                     | 0                                        | 0                                        |
| Dennis Kucinich                          | 3.891                                    | 1,35%                                    | 0                                        | 0                                        |
| Joe Biden                                | 638                                      | 0,22%                                    | 0                                        | 0                                        |
| Mike Gravel                              | 404                                      | 0,14%                                    | 0                                        | 0                                        |
| Richard Caligiuri                        | 253                                      | 0,09%                                    | 0                                        | 0                                        |
| Christopher Dodd                         | 205                                      | 0,07%                                    | 0                                        | 0                                        |
| Kenneth Capalbo                          | 108                                      | 0,04%                                    | 0                                        | 0                                        |
| D. R. Hunter                             | 95                                       | 0,03%                                    | 0                                        | 0                                        |
| William Keefe                            | 51                                       | 0,02%                                    | 0                                        | 0                                        |
| Tom Laughlin                             | 47                                       | 0,02%                                    | 0                                        | 0                                        |
| Randy Crow                               | 37                                       | 0,01%                                    | 0                                        | 0                                        |
| Michael Skok                             | 32                                       | 0,01%                                    | 0                                        | 0                                        |
| Ole Savior                               | 30                                       | 0,01%                                    | 0                                        | 0                                        |
| Henry Hewes                              | 17                                       | 0,01%                                    | 0                                        | 0                                        |
| William Hughes                           | 16                                       | 0,01%                                    | 0                                        | 0                                        |
| Caroline Killeen                         | 11                                       | 0,00%                                    | 0                                        | 0                                        |
| Tom Koos                                 | 10                                       | 0,00%                                    | 0                                        | 0                                        |
| Dal LaMagna                              | 8                                        | 0,00%                                    | 0                                        | 0                                        |
| Write-in candidates                      | 2.517                                    | 0,87%                                    | 0                                        | 0                                        |
| Totaal                                   | 287.527                                  | 100,00%                                  | 22                                       | 22                                       |

## Republikeinen
Bij de Republikeinen won John McCain (37%), met als tweede Mitt Romney (32%), daarna Mike Huckabee (11%), Rudy Giuliani (9%), Ron Paul (8%), Fred Thompson (1%) en Duncan Hunter (1%).
| New Hampshire Republikeinse primary 2008 | New Hampshire Republikeinse primary 2008 | New Hampshire Republikeinse primary 2008 | New Hampshire Republikeinse primary 2008 |
| Kandidaat                                | Stemmen                                  | Percentage                               | Gedelegeerden                            |
| ---------------------------------------- | ---------------------------------------- | ---------------------------------------- | ---------------------------------------- |
| John McCain                              | 88.571                                   | 37,71%                                   | 7                                        |
| Mitt Romney                              | 75.546                                   | 32,17%                                   | 4                                        |
| Mike Huckabee                            | 26.859                                   | 11,44%                                   | 1                                        |
| Rudy Giuliani                            | 20.439                                   | 8,7%                                     | 0                                        |
| Ron Paul                                 | 18.308                                   | 7,8%                                     | 0                                        |
| Fred Thompson                            | 2.890                                    | 1,23%                                    | 0                                        |
| Duncan Hunter                            | 1.217                                    | 0,52%                                    | 0                                        |
| Alan Keyes                               | 203                                      | 0,09%                                    | 0                                        |
| Stephen Marchuk                          | 123                                      | 0.05%                                    | 0                                        |
| Tom Tancredo*                            | 80                                       | 0,03%                                    | 0                                        |
| Dr Hugh Cort                             | 53                                       | 0,02%                                    | 0                                        |
| Cornelius Edward O'Connor                | 45                                       | 0,02%                                    | 0                                        |
| Albert Howard                            | 44                                       | 0,02%                                    | 0                                        |
| Vern Wuensche                            | 44                                       | 0,02%                                    | 0                                        |
| Vermin Supreme                           | 41                                       | 0,02%                                    | 0                                        |
| John Cox                                 | 39                                       | 0,02%                                    | 0                                        |
| Daniel Gilbert                           | 33                                       | 0,01%                                    | 0                                        |
| James Creighton Mitchell Jr.             | 30                                       | 0,01%                                    | 0                                        |
| Jack Shepard                             | 27                                       | 0,01%                                    | 0                                        |
| Mark Klein                               | 19                                       | 0,01%                                    | 0                                        |
| H. Neal Fendig Jr.                       | 13                                       | 0%                                       | 0                                        |
| Scattered                                | 227                                      | 0,1%                                     | 0                                        |
| Totaal                                   | 234.851                                  | 100%                                     | 5                                        |

* Uit de race gestapt voor de primary.